# Cocollar
<
Cocollar es una población del municipio Montes del estado Sucre Venezuela que destaca por sus paisajes de montaña y clima fresco en período de lluvias. También por ser sede de la Escuela de operaciones especiales del Ejército venezolano y de la parroquia eclesiástica María Auxiliadora.
Su clima de montaña favorece la siembra de cultivos de vegetales que luego son enviados a los mercados de la zona oriental como los de Cumaná, Cumanacoa, San Antonio en Monagas o Puerto La Cruz en Anzoátegui. El gentilicio de la población de allí es cocollalero. Sus orígenes son una mezcla de Cumaneses y orientales del norte de Monagas. Es la capital provisional de la parroquia homónima del Municipio.
- Datos: Q2981350